# Witte kerk (Gaanderen)
De Witte kerk, ook wel de Hervormde kerk, is een protestantse kerk in de Nederlandse plaats Gaanderen. Tot begin 20e eeuw waren de protestanten uit Gaanderen gewezen op de kerken in Doetinchem. In 1912 werd gestart met het onderzoek tot de bouw van een eigen kerk. Later dat jaar werd grond aangekocht voor de kerk en nog hetzelfde werd begonnen met de bouw naar ontwerp van H.J.L. Ovink. In 1913 werd de kerk ingewijd en negen jaar later werd een kleine klokkentoren aan de kerk toegevoegd. Deze toren sneuvelde echter bij een verbouwing in 1968. Bij de verbouwing werd de kerk wit gepleisterd, waar de kerk haar naam aan dankt.
De kerk is een zaalkerk met een zadeldak. De uit bakstenen opgetrokken kerk kent een dichte voorgevel, op de entree na. Boven de voorgevel is een kleine clocher-mur aangebracht met klok. In de zijgevels zijn smalle rondboogvensters aangebracht.
De kerk is aangewezen als gemeentelijk monument.